# Roberto Carcassés
 (octobre 2017).
Si vous disposez d'ouvrages ou d'articles de référence ou si vous connaissez des sites web de qualité traitant du thème abordé ici, merci de compléter l'article en donnant les références utiles à sa vérifiabilité et en les liant à la section « Notes et références ».
Roberto Carcassés, né le 19 mai 1972 à La Havane (Cuba), est un pianiste de jazz cubain.

## Biographie
Aussi connu sous le nom de "Robertico", Roberto Carcassés est sorti diplômé en percussion de l'École Nationale d'Arts de La Havane en 1991. Entre 1992 et 1995, il était le pianiste du groupe Santiago Feliú lors de leur tournée en Argentine, en Allemagne et en Espagne. Il a également participé à une tournée en Espagne et aux États-Unis avec le groupe Columna B, en 1998-1999. Pendant cette période, il était également enseignant à l'Atelier de Jazz de l’Université de Stanford.

## Carrière solo
Roberto Carcassés est reconnu comme l’un des musiciens et producteurs les plus talentueux de sa génération.[réf. nécessaire] Au cours de sa carrière, il a été invité à participer à de nombreux festivals de jazz internationaux, dont le Festival de Jazz de Barcelone (1997), le Festival de La Havane (1995, 1996, 1997) et le Festival de Jazz d'Utah (1998).
En 1997, Roberto Carcassés compose la bande originale du film Violetas (Mexique), mais également quelques musiques pour les films Cuarteto De La Habana (Espagne) et New Rose Hotel (USA).
Son album Invitation (2000) est une preuve supplémentaire de ses talents de pianiste, mais aussi de directeur musical et d’arrangeur.
Plus récemment, Roberto Carcassés a présenté son dernier album Matizar dans le hall Che Guevara de la Casa de las Américas en juillet 2009.

## Collaborations
Roberto Carcassés a collaboré avec de nombreux musiciens tels que Chucho Valdés, Changuito, Wynton Marsalis, George Benson, Gonzalo Rubalcaba, Harper Simon.
Il a également participé à plusieurs albums, notamment Trampas Del Tiempo (Pavel et Gema), Jazz Timbero (aux côtés de son père, la légende du jazz cubain Bobby Carcassés) et Twisted Noon (Columna B).
Ses productions les plus récentes sont A diario de Telmary (2006), et Breathe, le second album de la chanteuse, compositeur et multi-instrumentiste Yusa (2006). Il a aussi travaillé sur l’album Goza Pepillo, en tant que leader d’Interactivo, un collectif qu'il a formé il y a plusieurs années : Yusa, Telmary, Francis del Rio, William Vivanco, Elmer Ferrer, Rodney Barreto, Julio Padrón, Juan Carlos Marin, Carlos Sarduy, Denis Cuní, Alexander Brown, Rafael Paseiro, Edgar Martinez, Adel González, Carlos Mirayes, Nestor del Prado, Oliver Valdés, Lissette Ochoa, Lisandra, Maryuri Rivera, Jorge L. Chicoy, Roberto Martinez, Kumar, Athanai, Kelvis Ochoa, Descemer Buenos… Le collectif a gagné le Prix Cubadisco en 2006.

## Représentations-Festivals de Jazz
- Festival d’Ottawa (Canada) (2005)
- Festival de jazz d’Istanbul (Turquie) (2003)
- Festival de jazz d’Utah (U.S.A) (1998)
- Festival de jazz de Stanford (Californie, U.S.A) (1998)
- Festival de jazz de Barcelone (Espagne) (1997)
- Festival de jazz de Saint-Sébastien (Espagne), avec David Murry
- Festival de jazz Vienne Sud de la France
- Festival de La Havane (1995, 1996, 1997, 2006)
- Blue Note, Tokyo (Japon)
- Ronnie Scotts, Londres (U.K)
- Jamboree, Barcelone (Espagne)

## Compositions récentes, Productions, Arrangements
- Pavel et Gema
- Trampas del tiempo
- Luis Bofill – nouvel album (2007)
- Interactivo, Goza Pepillo (Prix Cubadisco + Opera Prima y Fusión) (2006)
- Yusa – Breath - U.K (2006)
- Telmary - A Diario – Cuba (2006)
- William Vivanco - La Isla Milagrosa – Cuba (2006)
- Francis del Rio – Sentimiento – Cuba (2006)
- Breathing Havana - Compilation – Japon (2006)
- Cool Cool Filin – Compilation- Japon (2006)
- Ojos de Brujo – Techarí – Espagne (2006)
- Jazz Cuba today DVD, premier DVD sorti à Cuba (2005)
- Roberto Carcassés – Invitation (2000).

## Musique de films
- Violetas (Mexique), 1997.
- Cuarteto de La Habana (Espagne)